# Eustegasta buprestoides
Eustegasta buprestoides är en kackerlacksart som först beskrevs av Walker, F. 1868.  Eustegasta buprestoides ingår i släktet Eustegasta och familjen jättekackerlackor. Inga underarter finns listade i Catalogue of Life.